# NGC 1683
NGC 1683 é uma galáxia espiral (Sa) localizada na direcção da constelação de Orion. Possui uma declinação de -03° 01' 27" e uma ascensão recta de 4 horas, 52 minutos e 17,5 segundos.
A galáxia NGC 1683 foi descoberta em 1850 por William Parsons.